# Challenger de Happy Valley 2016
El torneo City of Onkaparinga ATP Challenger 2016 es un torneo profesional de tenis. Pertenece al ATP Challenger Series 2016. Se disputará su 2ª edición sobre superficie dura, en Happy Valley, Australia entre el 04 al el 9 de enero de 2016.

## Jugadores participantes del cuadro de individuales
| Favorito | País                        | Jugador              | Rank1 | Posición en el torneo |
| -------- | --------------------------- | -------------------- | ----- | --------------------- |
| 1        | Bandera de Israel           | Dudi Sela            | 100   | Final                 |
| 2        | Bandera de Estados Unidos   | Bjorn Fratangelo     | 128   | Primera ronda         |
| 3        | Bandera de Colombia         | Alejandro González   | 141   | Primera ronda         |
| 4        | Bandera de los Países Bajos | Igor Sijsling        | 145   | Primera ronda         |
| 5        | Bandera de Kazajistán       | Aleksandr Nedovyesov | 162   | Primera ronda         |
| 6        | Bandera de Eslovenia        | Grega Zemlja         | 172   | Primera ronda         |
| 7        | Bandera de Argentina        | Renzo Olivo          | 173   | Primera ronda         |
| 8        | Bandera de Estados Unidos   | Taylor Fritz         | 174   | Campeón               |

- 1 Se ha tomado en cuenta el ranking del 28 de diciembre de 2015.

### Otros participantes
Los siguientes jugadores recibieron una invitación (wild card), por lo tanto ingresan directamente al cuadro principal (WC):
- Matthew Barton
- Alex Bolt
- Bradley Mousley
- Marc Polmans

Los siguientes jugadores ingresan al cuadro principal tras disputar el cuadro clasificatorio (Q):
- Maverick Banes
- Dayne Kelly
- Peter Polansky
- Andrew Whittington

## Campeones

### Individual Masculino
- Taylor Fritz derrotó en la final a  Dudi Sela, 7–6(7), 6–2

### Dobles Masculino
- Matteo Donati /  Andrey Golubev derrotaron en la final a  Denys Molchanov /  Aleksandr Nedovyesov , 3–6, 7–6(5), [10–1]